# Dianne Holum
Dianne Mary Holum (Chicago, 19 maggio 1951) è un'ex pattinatrice di velocità su ghiaccio statunitense.

## Palmarès
Olimpiadi
- 4 medaglie:
  - 1 oro (1500 m a Sapporo 1972);
  - 2 argenti (500 m a Grenoble 1968, 3000 m a Sapporo 1972);
  - 1 bronzo (1000 m a Grenoble 1968).

Mondiali - Completi
- 2 medaglie:
  - 2 bronzi (Deventer 1967, Heerenveen 1972).

Mondiali - Sprint
- 2 medaglie:
  - 1 argento (Eskilstuna 1972);
  - 1 bronzo (Inzell 1971).